# Ящірка зеленочерева
Ящірка зеленочерева (Darevskia chlorogaster) — представник роду Ящірок родини Справжні ящірки.

## Опис
Довжина тулуба сягає до 6,7 см, а хвіст у 2 рази довший. Верх тулуба світло-коричневий, оливково-бурий або зеленуватий, у самців у період парування — яскраво-зелений з дрібними темно-коричневими плямочками й цяточками, які іноді утворюють сітчастий візерунок. З боків тулуба, починаючись від заднього краю очей, проходить темно-коричнева смуга. Низ голови й черево жовто-зеленого або голубувато-зеленого кольору без плям. Крайні черевні щитки мають великі чорні плями.
Голова слабко стиснута. Міжщелепний щиток торкається ніздрів. Має один передній виличний щиток. Попереду підочного щитка є 4, дуже рідко 5, верхньогубних. Між надочноямковим та верхньовійними щитками зазвичай повний ряд з 7-15 зерняток. Центральноскронний та барабанний щитки виражені. За великим переднім верхньоскронним йдуть 2-4 дрібніших щитка. Горлова складка не виражена. Комір, що складається з 7-10 щитків, слабко зазубрений. По середній лінії горла 18-27 лусок. Луска спини трохи витягнута, з реберцями уздовж усього хребта або тільки в області крижів, де луска більш-менш шестикутної форми. Навколо середини тулуба проходять 42-53 лусочки. Ширина порівняно великого анального щитка більше його довжини. Стегнові пори у кількості 12-19 доходять до колінного згину.

## Спосіб життя
Полюбляє передгірні та гірські ліси, переважно під пологом дерев, уникаючи великих галявин, узлісь і скельних відслонень у долинах гирл. Звичайно утворює поселення уздовж долин дрібних річок, струмків і висохлих гирл. Часто тримається на стовбурах старих дерев до висоти 10 м і більше, швидко забираючись також на бічні похилі гілки, де пересувається серед листя. Зустрічається у купах хмизу і деревних завалах. У разі небезпеки рятується на деревах, перебігаючи на зворотну сторону від переслідувача, ховаючись у дуплі або тріщині кори. Після зимівлі з'являється у лютому, а в роки з теплими зимами активна весь рік. Харчується дрібними безхребетними, насамперед мурахами, багатоніжками, дощовими хробаками (Lumbricus), жуками, прямокрилими й слимаками.
Це яйцекладна ящірка. Статева зрілість настає у 2 роки. Відкладання 3-10 яєць відбувається напочатку червня — липні. Молоді ящірки загальною довжиною 55-58 мм, з'являються у серпні-вересні.

## Розповсюдження
Мешкає на крайньому південному сході Азербайджану, де зустрічається в гірсько-лісовому поясі Талишського хребта і на рівнинних ділянках Ленкоранської низовини, у північно-західному Ірані. Діапазон поширення за висотою: трішки нижче рівня моря — 1500 м над рівнем моря.